# Herma Clement

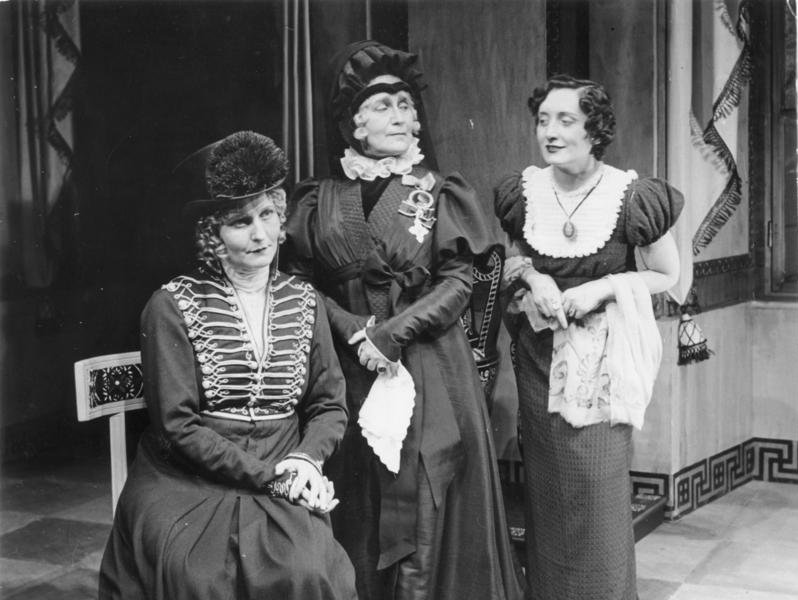
Emmy Göring, Elsa Wagner y Herma Clement en una escena de Prinz von Preussen, de Hans Schwarz, en 1935

Herma Clement (28 de enero de 1898 - 6 de noviembre de 1973) fue una actriz teatral y cinematográfica alemana.

## Biografía
El exdirector del Deutsches Nationaltheater und Staatskapelle de Weimar, Franz Ulbrich, reunió a Herma Clement con Emmy Göring (la última esposa de Hermann Göring) en 1933, el año del Machtergreifung, en el Konzerthaus Berlin. Su esposo, Karl Haubenreißer (1903–1945), también actor y usual intérprete de “jóvenes héroes”, fue presidente del „Consejo estudiantil“ del sindicato teatral Genossenschaft Deutscher Bühnenangehöriger. En la época del Nacionalsocialismo, Clement trabajó en la escuela teatral Staatlichen Schauspielschule de Berlín, precursora de la Academia de Arte Dramático Ernst Busch. Herma Clement fue amiga íntima de Emmy Sonnemann, y ambas actuaron juntas en varias películas.
Tras la Segunda Guerra Mundial, en los años 1950 Herma Clement dio clases privadas de actuación en 
Berlín. Entre los estudiantes que formó a lo largo de su carrera figuran Horst Bollmann, Renate Danz, Gardy Granass, Brigitte Grothum, Jennifer Minetti, Witta Pohl (1955), Thomas Stroux, Suzanne Thommen, Giselle Vesco, Bernhard Wicki (Clement denunció a Bernhard Wicki a su amiga Emmy Göring, a causa de lo que el actor permaneció un tiempo internado en un campo de concentración por la Schutzstaffel) y Jürgen Wölffer.
Herma Clement falleció en Berlín, Alemania, en el año 1973.

## Teatro (selección)
- 1933 : Peer Gynt, de Henrik Ibsen, dirección de Richard Salzmann, Deutsches Nationaltheater de Weimar
- 1938 : Peer Gynt, adaptación de Dietrich Eckart, dirección de Erich Ziegel, Konzerthaus Berlin

## Cine
- 1920 : Der Shawl der Kaiserin Katharina II, de Karl Halden
- 1931/1932 : Goethe lebt...!, de Eberhard Frowein
- 1934 : Wilhelm Tell, de Heinz Paul